# Mejor Jugador Defensivo de la Basketball Bundesliga
El premio Mejor Jugador Defensivo de la Basketball Bundesliga es un galardón anual que concede la Basketball Bundesliga alemana desde la temporada 2002-2003 al mejor jugador defensivo de la temporada. El estadounidense Immanuel McElroy tiene el record de más galardones recibidos, con cuatro.

## Ganadores

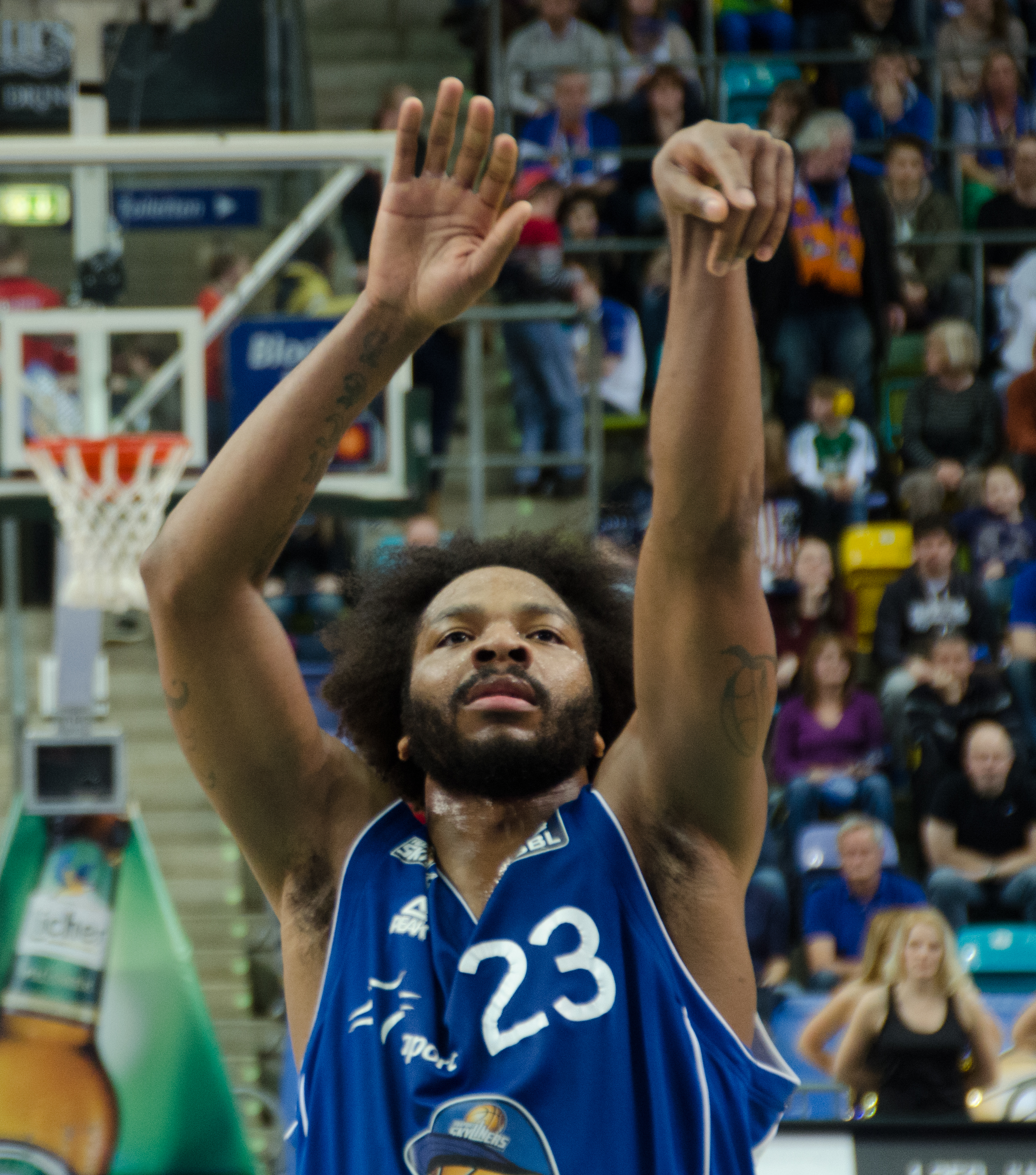
Quantez Robertson ganño el premio en 2016

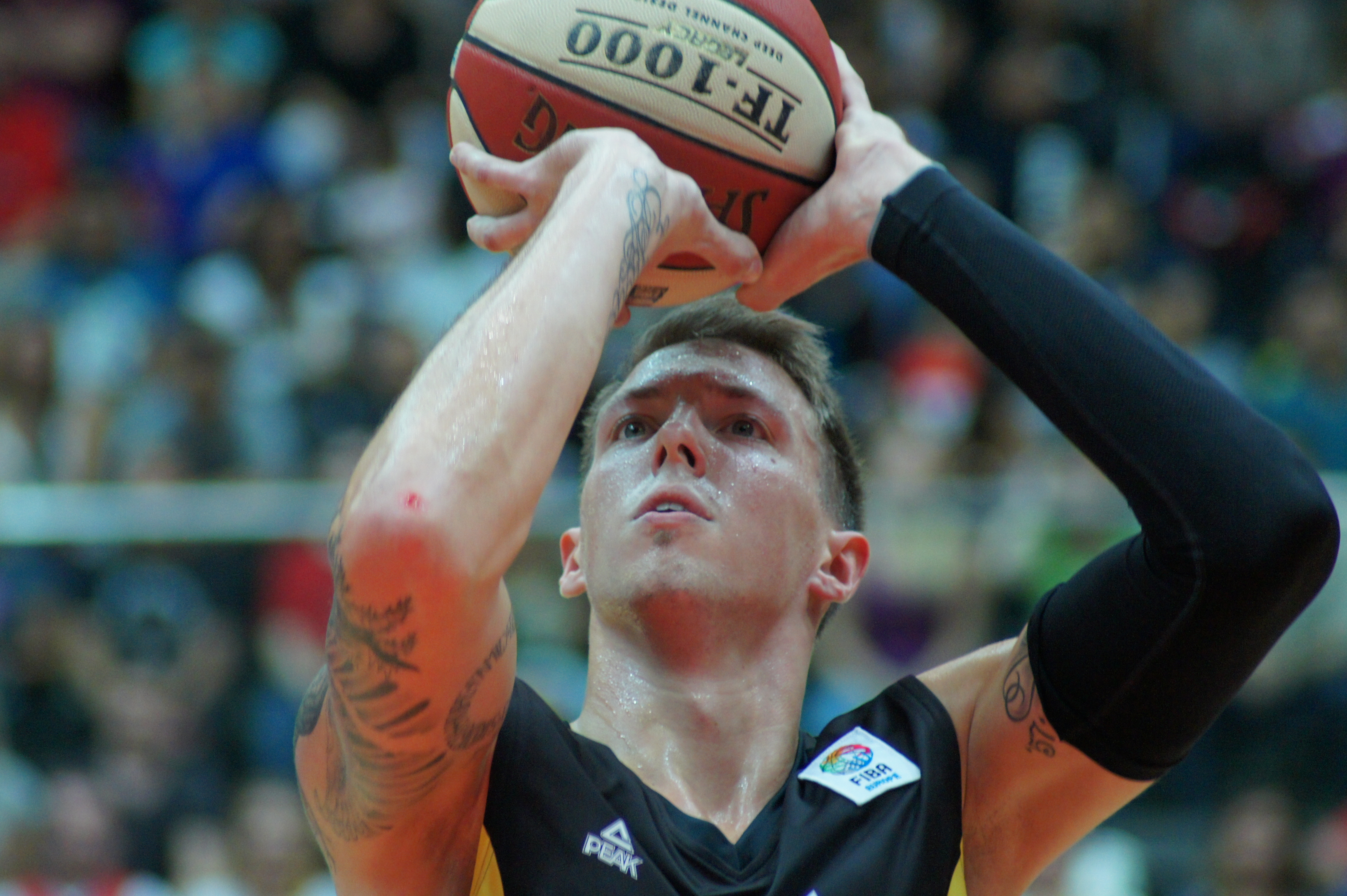
Daniel Theis ganó el premio en 2017

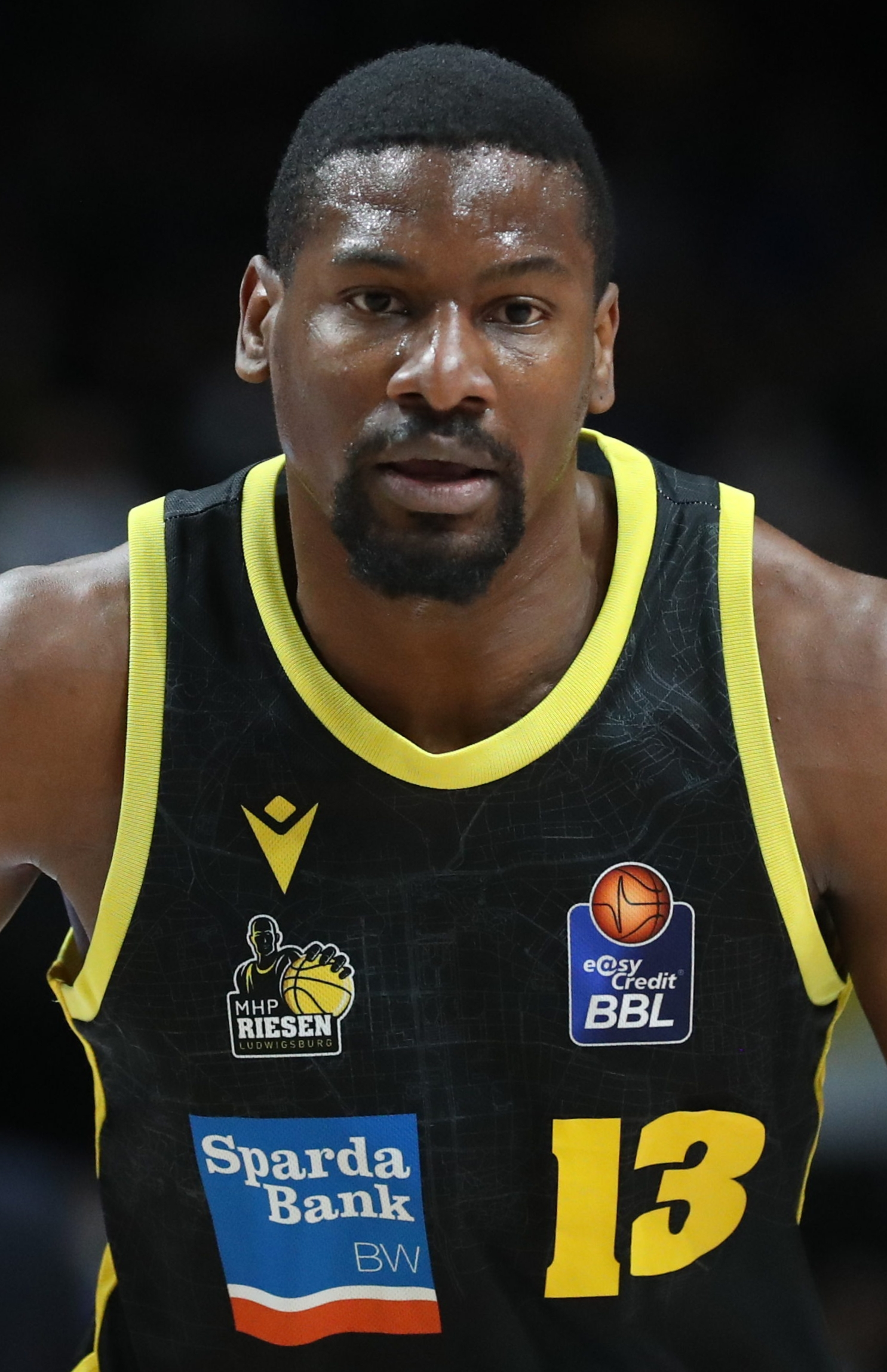
Yorman Polas Bartolo ganó el premio dos años consecututivos, en 2019 y 2021

| Jugador (X) | Denota el número de veces que el jugador logró el galardón |
| *           | Inducidos en el FIBA Hall of Fame                          |
| ^           | Denota jugador todavía en activo en la Bundesliga          |

| Temporada | Jugador                                                                                | Posición                                                                               | Nacionalidad                                                                           | Equipo                                                                                 | Ref(s)                                                                                 |
| --------- | -------------------------------------------------------------------------------------- | -------------------------------------------------------------------------------------- | -------------------------------------------------------------------------------------- | -------------------------------------------------------------------------------------- | -------------------------------------------------------------------------------------- |
| 2002–03   | Quadre Lollis                                                                          | Alero                                                                                  | Estados Unidos                                                                         | Alba Berlin                                                                            |                                                                                        |
| 2003–04   | Oluoma Nnamaka                                                                         | Alero                                                                                  | Suecia                                                                                 | Telekom Baskets Bonn                                                                   |                                                                                        |
| 2004–05   | Koko Archibong                                                                         | Alero                                                                                  | Nigeria                                                                                | GHP Bamberg                                                                            |                                                                                        |
| 2004–05   | Matej Mamić                                                                            | Alero                                                                                  | Croacia                                                                                | Alba Berlin                                                                            |                                                                                        |
| 2005–06   | Koko Archibong (2)                                                                     | Alero                                                                                  | Nigeria                                                                                | GHP Bamberg                                                                            |                                                                                        |
| 2006–07   | Immanuel McElroy                                                                       | Base                                                                                   | Estados Unidos                                                                         | Alba Berlin                                                                            |                                                                                        |
| 2007–08   | Immanuel McElroy (2)                                                                   | Base                                                                                   | Estados Unidos                                                                         | Alba Berlin                                                                            |                                                                                        |
| 2008–09   | Immanuel McElroy (3)                                                                   | Base                                                                                   | Estados Unidos                                                                         | Alba Berlin                                                                            |                                                                                        |
| 2009–10   | Immanuel McElroy (4)                                                                   | Base                                                                                   | Estados Unidos                                                                         | Alba Berlin                                                                            | [ 1 ]                                                                                  |
| 2010–11   | Immanuel McElroy (5)                                                                   | Base                                                                                   | Estados Unidos                                                                         | Alba Berlin                                                                            | [ 1 ]                                                                                  |
| 2011–12   | Anton Gavel                                                                            | Base                                                                                   | Alemania                                                                               | Brose Baskets                                                                          | [ 2 ]                                                                                  |
| 2012–13   | Anton Gavel (2)                                                                        | Base                                                                                   | Alemania                                                                               | Brose Baskets                                                                          | [ 3 ]                                                                                  |
| 2013–14   | Cliff Hammonds                                                                         | Base                                                                                   | Estados Unidos                                                                         | Alba Berlin                                                                            | [ 4 ]                                                                                  |
| 2014–15   | Cliff Hammonds (2)                                                                     | Base                                                                                   | Estados Unidos                                                                         | Alba Berlin                                                                            | [ 5 ]                                                                                  |
| 2015–16   | Quantez Robertson^                                                                     | Base                                                                                   | Estados Unidos                                                                         | Fraport Skyliners                                                                      | [ 6 ]                                                                                  |
| 2016–17   | Daniel Theis                                                                           | Pívot                                                                                  | Alemania                                                                               | Brose Bamberg                                                                          | [ 7 ]                                                                                  |
| 2017–18   | Thomas Walkup^                                                                         | Base                                                                                   | Estados Unidos                                                                         | Riesen Ludwigsburg                                                                     | [ 8 ]                                                                                  |
| 2018–19   | Yorman Polas Bartolo                                                                   | Alero                                                                                  | Cuba                                                                                   | Telekom Baskets Bonn                                                                   | [ 10 ]                                                                                 |
| 2019–20   | No se concedió, por la corta duración de la temporada a causa de la pandemia COVID-19. | No se concedió, por la corta duración de la temporada a causa de la pandemia COVID-19. | No se concedió, por la corta duración de la temporada a causa de la pandemia COVID-19. | No se concedió, por la corta duración de la temporada a causa de la pandemia COVID-19. | No se concedió, por la corta duración de la temporada a causa de la pandemia COVID-19. |
| 2020–21   | Yorman Polas Bartolo (2)^                                                              | Alero                                                                                  | Cuba                                                                                   | Riesen Ludwigsburg                                                                     | [ 12 ]                                                                                 |
| 2021–22   | Justin Simon^                                                                          | Escolta                                                                                | Estados Unidos                                                                         | Riesen Ludwigsburg                                                                     | [ 13 ]                                                                                 |
| 2022–23   | Selom Mawugbe^                                                                         | Pívot                                                                                  | Estados Unidos                                                                         | Rostock Seawolves                                                                      | [ 14 ]                                                                                 |
| 2023–24   | Javon Bess^                                                                            | Escolta                                                                                | Estados Unidos                                                                         | BG Göttingen                                                                           | [ 15 ]                                                                                 |
| 2024–25   | Nick Weiler-Babb^                                                                      | Escolta                                                                                | Alemania                                                                               | Bayern Munich                                                                          | [ 16 ]                                                                                 |

## Jugadores con más galardones
| Jugador              | Total |
| -------------------- | ----- |
| Immanuel McElroy     | 4     |
| Yorman Polas Bartolo | 2     |
| Anton Gavel          | 2     |
| Koko Archibong       | 2     |
| Cliff Hammonds       | 2     |